# Émilien-Benoît Bergès
Émilien-Benoît Bergès (* 13. Januar 1983 in Saint-Gaudens, Frankreich) ist ein ehemaliger französischer Radrennfahrer.

## Sportliche Laufbahn
Berges begann mit dem Radsport beim Amateurverein UV Auch. 2003 gewann Émilien-Benoît Berges das Einzelzeitfahren Chrono Champenois – Trophée Européen. Für 2004 erhielt er einen Vertrag bei dem französischen Radsportteam R.A.G.T. Semences. Ab 2006 fuhr er für das Continental Team Auber 93. Er wurde Fünfter bei Paris–Camembert und gewann vier Tage später den Grand Prix de Villers-Cotterêts. Außerdem wurde er Vierter bei dem kleineren Eintagesrennen Grand Prix Cristal Energie. Ab der Saison 2007 ging er für das französische Professional Continental Team Agritubel an den Start und gewann im Jahr darauf eine Etappe der Tour of Britain. Ende 2008 beendete er seine Radsportlaufbahn.

## Erfolge
2003
- Chrono Champenois – Trophée Européen

2006
- Grand Prix de Villers-Cotterêts

2008
- eine Etappe Tour of Britain

## Teams
- 2004 R.A.G.T. Semences-MG Rover
- 2005 R.A.G.T. Semences
- 2006 Auber 93
- 2007 Agritubel
- 2008 Agritubel
- 2009 Agritubel

## Berufliches
Émilien-Benoît Berges ist Landwirt.